# Du sam đá vôi
Du sam hay du sam đá vôi, ngô tùng, thông dầu, tô hạp đá vôi, mạy kinh (danh pháp hai phần: Keteleeria davidiana), là loài cây bản địa của Đài Loan và nam Trung Quốc. Cây du sam đá vôi cũng phân bố tại Việt Nam.
Loài cây này phân bố ở khu vực đồi núi và các thung lũng có độ cao 200 m đến 1.000 m. Cây có thể cao đến 40 m - 50 m. Lá kim, dài 2-6,4 cm và rộng 3,6-4,2 mm. Loài Keteleeria davidiana có một số thứ sau đây:
- Keteleeria davidiana var. calcarea. Phân bố trên các núi đá vôi ở Quý Châu và Quảng Tây (Trung Quốc).
- Keteleeria davidiana var. davidiana.
- Keteleeria davidiana var. formosana. Đặc hữu của Đài Loan, ở độ cao 300–900 m.

Gỗ du sam mềm, màu trắng ngà, được dùng trong xây dựng, cầu cống, làm đồ nội thất. Tại Việt Nam được xếp vào nhóm 1.

## Hình ảnh

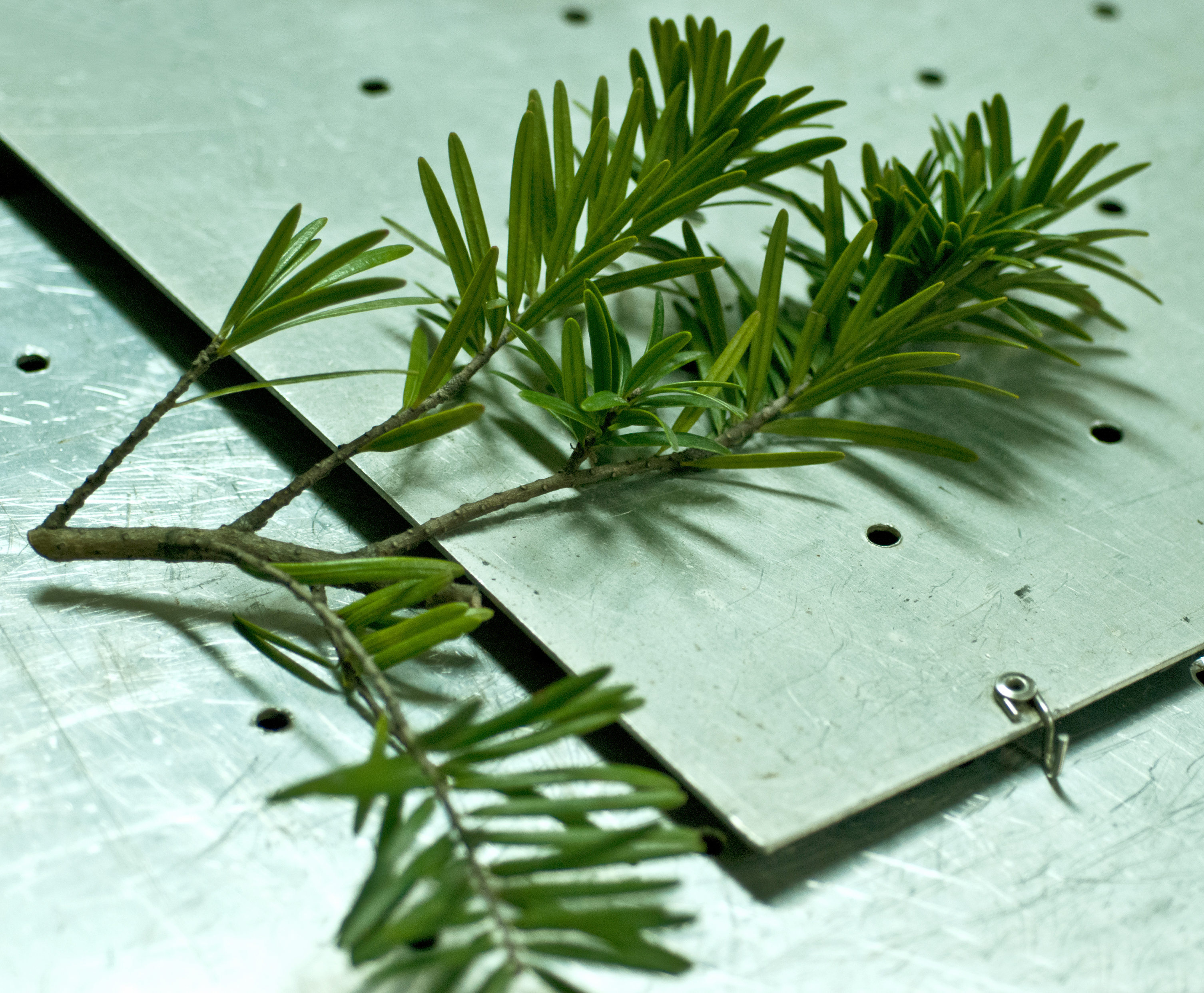
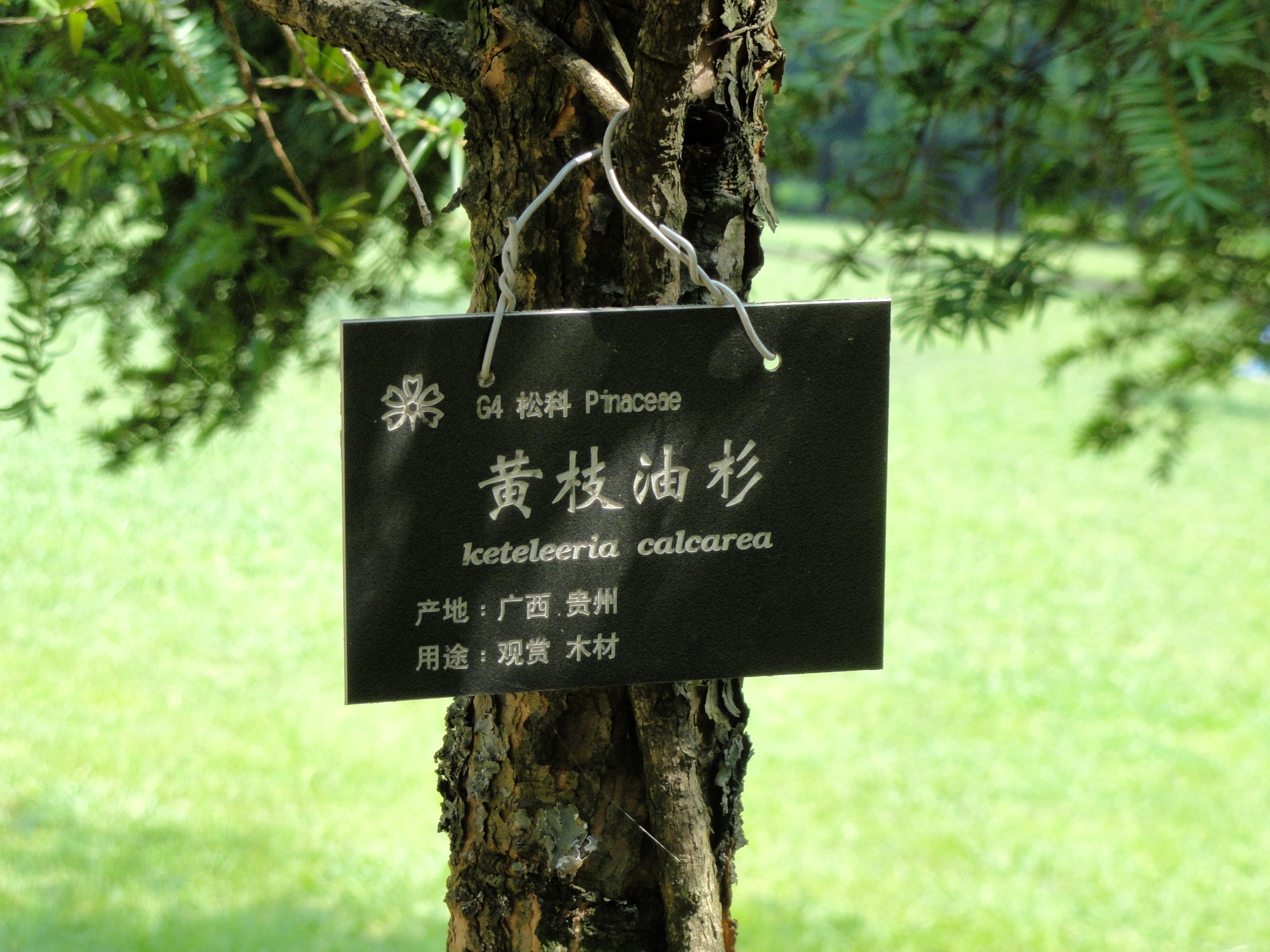
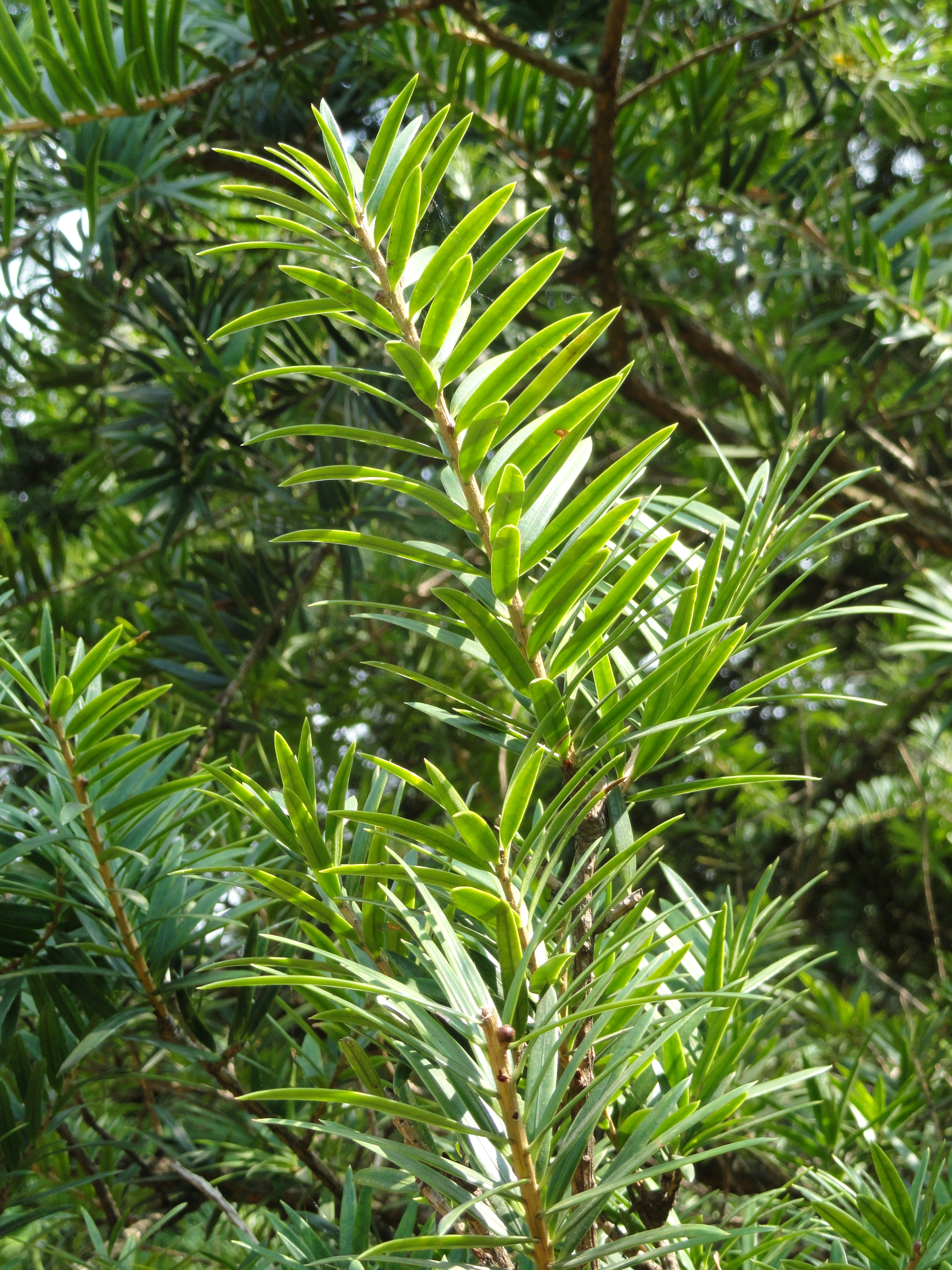
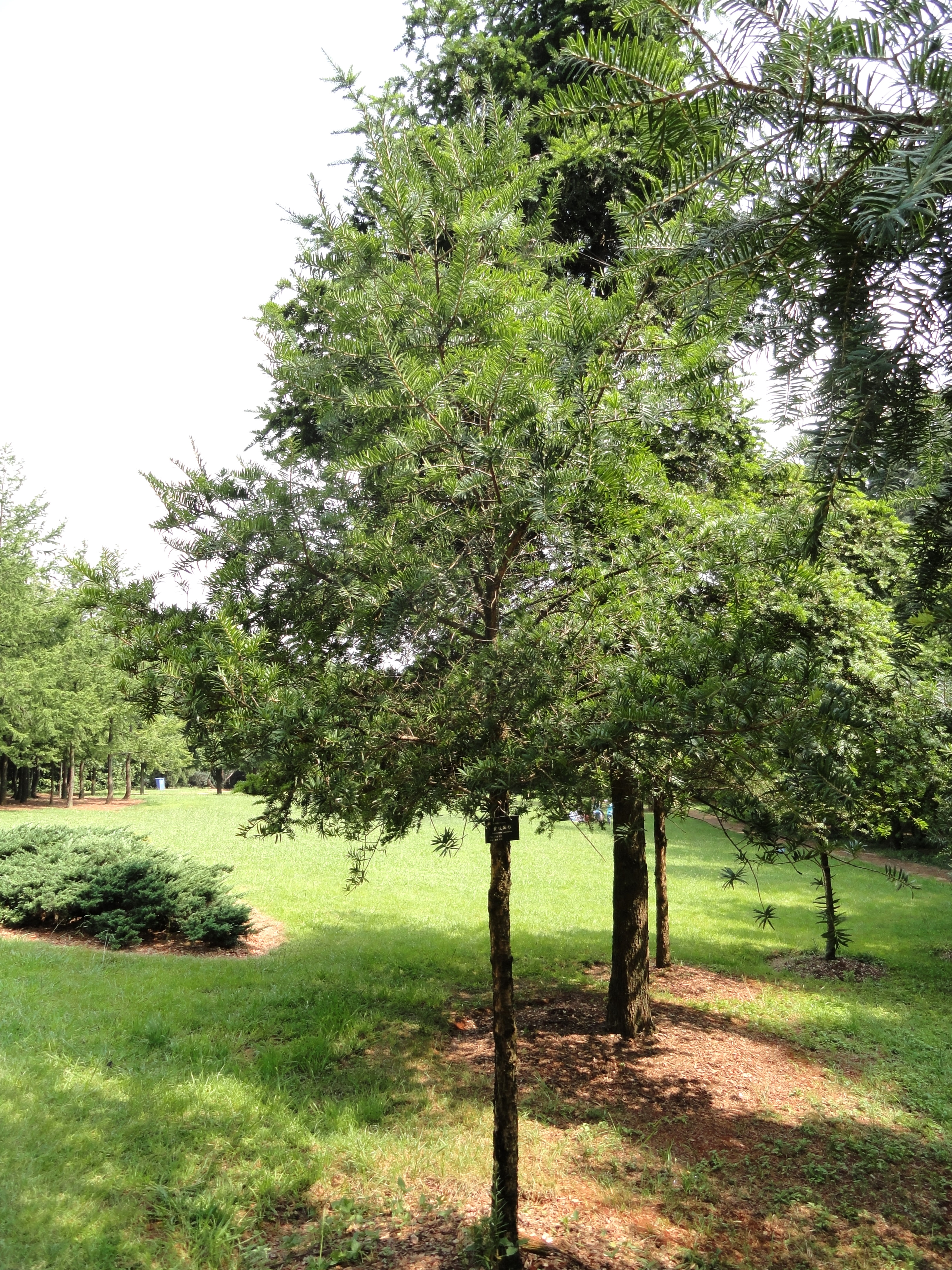